# محفظه احتراق

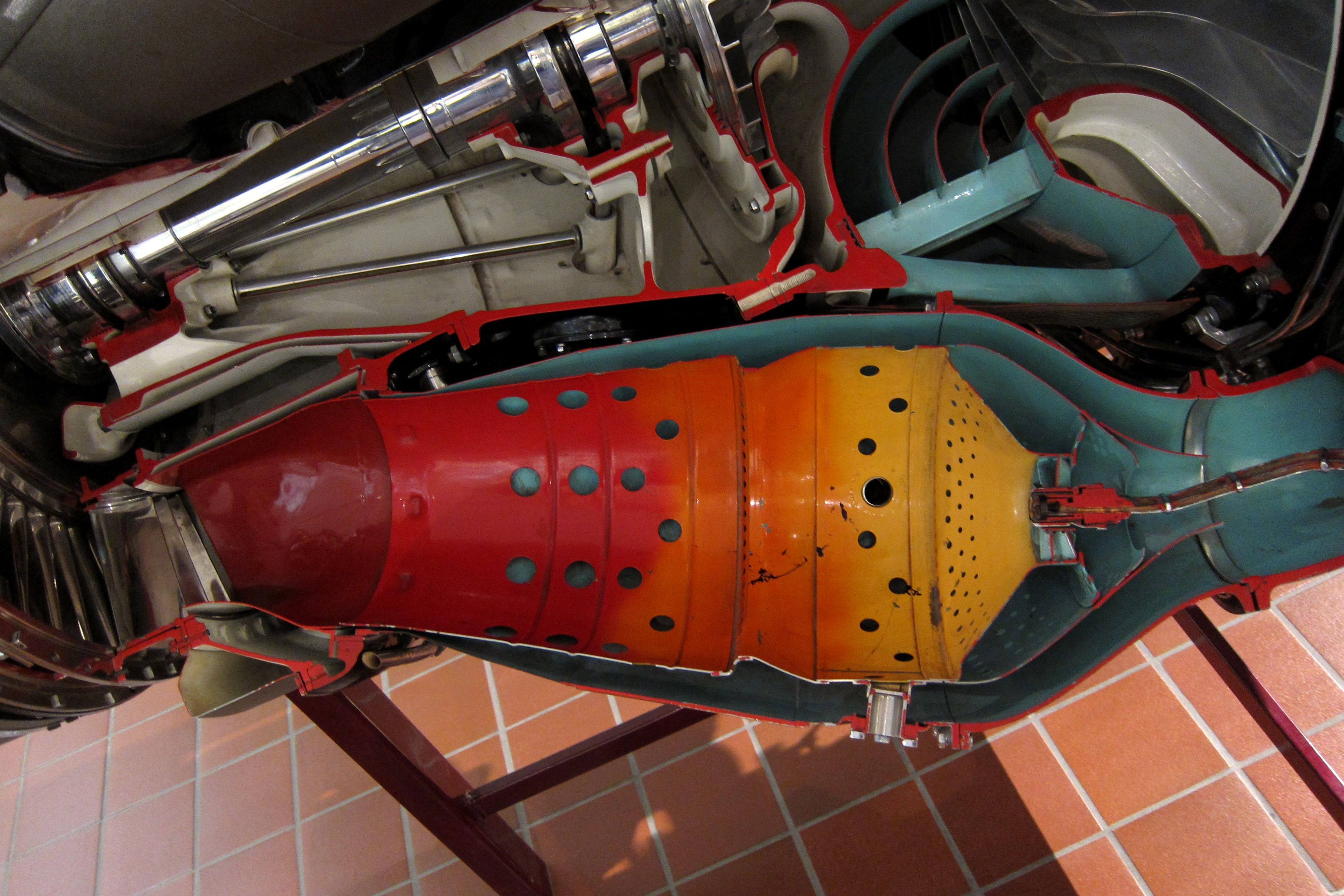
محفظه احتراق موتور توربوجت رولزرويس‌نن

محفظه احتراق (به انگلیسی: Combustion chamber) یک بخش یا ناحیه از توربین گاز، رمجت، یا اسكرمجت است که در آن احتراق صورت می‌گیرد. همچنین به‌عنوان مشعل، منطقه احتراق یا دارنده شعله نیز شناخته می‌شود. در موتور توربین گازی احتراق یا محفظه احتراق توسط سیستم فشرده‌سازی هوا با فشار زیاد تغذیه می‌شود. سپس احتراق این هوا را با فشار ثابت گرم می‌کند. پس از گرم شدن هوا از طریق احتراق از طریق فن‌های هدایت کننده نازل به داخل توربین منتقل می‌شود. در مورد موتورهای رجت یا اسکرمجت هوا مستقیماً به نازل تغذیه می‌شود. 